# Манакін вогнистоголовий
Манакін вогнистоголовий (Heterocercus linteatus) — вид горобцеподібних птахів родини манакінових (Pipridae).

## Поширення
Поширений у північно-східному Перу, центральній Бразилії південіше Амазонки і на крайньому північному сході Болівії; також ізольована популяція є на південному сході Перу. Мешкає в підліску варзейського лісу та галерейних лісах на висоті до 500 метрів над рівнем моря.